# Lista de arruamentos de Lisboa
Os arruamentos da cidade de Lisboa são atualmente, em termos oficiais, 3 723, sendo, na sua maioria (60,4%), ruas (2 252). Dos outros tipos de arruamento, as travessas, com 363 arruamentos, são as que têm a segunda maior representação (9,8%). Seguem-se largos (6,1%), becos (4,1%), avenidas (4,1%), praças (3%), calçadas (2,2%), azinhagas (1,4%), estradas (1%), escadinhas (0,9%) e ainda outros 39 tipos de arruamento (6%).
Alguns arruamentos têm nomes de elementos urbanos comuns, como jardins, parques, autoparques, bairros, campi, encostas ou miradouros. Contudo, eles não representam todos os elementos urbanos existentes na cidade de Lisboa nas suas respetivas categorias, já que nesta lista se apresentam apenas aqueles que são oficialmente considerados pela Câmara Municipal como topónimos. Surgem, por exemplo, o Parque Eduardo VII de Inglaterra, o Miradouro Sophia de Mello Breyner Andresen e o Bairro Novo à Travessa das Águas Boas, ao passo que não são considerados o Jardim de São Pedro de Alcântara ou o Alto da Serafina, os dois reconhecidos pela Câmara, mas não como topónimos.

## Adro (1)
Nota: espaço em torno de uma igreja.
| Arruamento     | Freguesia(s) | Homenageia                        |
| -------------- | ------------ | --------------------------------- |
| Adro da Igreja | Benfica      | Igreja de Nossa Senhora do Amparo |

## Alamedas (19)
Nota: avenida arborizada.
| Arruamento                            | Freguesia(s)                    | Homenageia                                                                     |
| ------------------------------------- | ------------------------------- | ------------------------------------------------------------------------------ |
| Alameda António Sérgio                | Santa Clara                     | António Sérgio                                                                 |
| Alameda Cardeal Cerejeira             | Avenidas Novas                  | Manuel Gonçalves Cerejeira                                                     |
| Alameda Coronel Marques Júnior        | Avenidas Novas                  | António Alves Marques Júnior                                                   |
| Alameda da Encarnação                 | Olivais                         | Bairro da Encarnação                                                           |
| Alameda da Música                     | Lumiar                          |                                                                                |
| Alameda da Quinta de Santo António    | Lumiar                          | Quinta e Ermida de Santo António (Telheiras)                                   |
| Alameda da Universidade               | Alvalade                        | Universidade de Lisboa                                                         |
| Alameda das Comunidades Portuguesas   | Olivais                         | Diáspora portuguesa                                                            |
| Alameda das Linhas de Torres          | Lumiar Alvalade                 | Linhas de Torres Vedras                                                        |
| Alameda de Santo António dos Capuchos | Arroios Santo António           | Santo António de Lisboa                                                        |
| Alameda do Beato                      | Beato                           | Beato António (Padre António da Conceição)                                     |
| Alameda Dom Afonso Henriques          | Areeiro Arroios Penha de França | Afonso I de Portugal                                                           |
| Alameda dos Oceanos                   | Parque das Nações               |                                                                                |
| Alameda dos Pinheiros                 | Ajuda                           |                                                                                |
| Alameda Edgar Cardoso                 | Avenidas Novas                  | Edgar Cardoso                                                                  |
| Alameda Mahatma Gandhi                | Lumiar                          | Mahatma Gandhi                                                                 |
| Alameda Manuel Ricardo Espírito Santo | Benfica São Domingos de Benfica | Manuel Ricardo Espírito Santo (Fundador da Fundação Ricardo do Espírito Santo) |
| Alameda Padre Álvaro Proença          | Benfica                         | Álvaro Proença (Pároco da Igreja de N. Sra. do Amparo, Benfica)                |
| Alameda Roentgen                      | Carnide Lumiar                  | Wilhelm Conrad Röntgen                                                         |

## Altos (10)
Nota: espaço elevado topograficamente.
| Arruamento            | Freguesia(s)            | Homenageia                                              |
| --------------------- | ----------------------- | ------------------------------------------------------- |
| Alto da Boavista      | Benfica                 |                                                         |
| Alto da Cova da Moura | Estrela                 |                                                         |
| Alto das Conchas      | Marvila                 | Sítio das Conchas                                       |
| Alto de Caselas       | Belém                   |                                                         |
| Alto de São Francisco | Santo António           | São Francisco de Sales                                  |
| Alto do Carvalhão     | Campolide               | Sebastião José de Carvalho e Melo, Marquês de Pombal    |
| Alto do Longo         | Misericórdia            | Morador no local (Longuo - homem de alta estatura)      |
| Alto do Penalva       | Santo António           | Marquês de Penalva                                      |
| Alto do Varejão       | Penha de França         | possivelmente Sequeira Verejão, almirante de D. João IV |
| Alto dos Moinhos      | São Domingos de Benfica |                                                         |

## Arcos (7)
Nota: elemento arquitetónico, usualmente em forma de pequeno túnel.
| Arruamento             | Freguesia(s)      | Homenageia                                               |
| ---------------------- | ----------------- | -------------------------------------------------------- |
| Arco da Conceição      | Santa Maria Maior | Oratório a Nossa Senhora da Conceição existente no local |
| Arco das Portas do Mar | Santa Maria Maior | Porta Nova do Mar (uma das portas da Cerca moura)        |
| Arco de Jesus          | Santa Maria Maior | Imagem do Menino Jesus colocada sobre o fecho do arco    |
| Arco do Evaristo       | Santo António     |                                                          |
| Arco do Rosário        | Santa Maria Maior | Capelinha dedicada a N. Sra. do Rosário no cimo do arco  |
| Arco Escuro            | Santa Maria Maior |                                                          |
| Arco Grande de Cima    | São Vicente       |                                                          |

## Autoparques (7)
Nota: logradouro ou espaço público destinado ao parqueamento automóvel.
| Arruamento                  | Freguesia(s) | Homenageia                                                                    |
| --------------------------- | ------------ | ----------------------------------------------------------------------------- |
| Autoparque Areeiro          | Areeiro      | (Praça Francisco Sá Carneiro (Areeiro))                                       |
| Autoparque Campolide        | Campolide    | (Campolide)                                                                   |
| Autoparque Madrid           | Areeiro      | Madrid (Avenida de Madrid)                                                    |
| Autoparque Paris (Nascente) | Areeiro      | Paris (Avenida de Paris)                                                      |
| Autoparque Paris (Poente)   | Areeiro      | Paris (Avenida de Paris)                                                      |
| Autoparque Roma             | Areeiro      | Roma (Avenida de Roma)                                                        |
| Autoparque Sabugosa         | Alvalade     | António Maria José César e Menezes, Conde de Sabugosa (Rua Conde de Sabugosa) |

## Avenidas (152)
Nota: rua larga e muitas vezes com duas ou mais vias.
ver Lista de avenidas de Lisboa

## Azinhagas (53)
Nota: rua ou estrada, murada ou não, normalmente com origem em vias que atravessam ou atravessavam quintas ou campos.
ver Lista de azinhagas de Lisboa

## Bairro (1)
| Arruamento                              | Freguesia(s)            | Homenageia |
| --------------------------------------- | ----------------------- | ---------- |
| Bairro Novo (à Travessa das Águas Boas) | São Domingos de Benfica |            |

## Becos (153)
Nota: rua escura, estreita e curta, com ou sem saída
ver Lista de becos de Lisboa

## Boqueirões (4)
Nota: rua direcionada para o rio.
| Arruamento                 | Freguesia(s)      | Homenageia    |
| -------------------------- | ----------------- | ------------- |
| Boqueirão da Ponte da Lama | Santa Maria Maior |               |
| Boqueirão da Praia da Galé | Santa Maria Maior | Praia da Galé |
| Boqueirão do Duro          | Misericórdia      |               |
| Boqueirão dos Ferreiros    | Misericórdia      |               |

## Cabeço (1)
Nota: cume arredondando ou outeiro isolado.
| Arruamento       | Freguesia(s)      | Homenageia |
| ---------------- | ----------------- | ---------- |
| Cabeço das Rolas | Parque das Nações |            |

## Cais (6)
| Arruamento          | Freguesia(s)      | Homenageia |
| ------------------- | ----------------- | --- |
| Cais da Lingueta    | Santa Maria Maior | Tempo em que o Tejo chegava ao final deste arruamento (lingueta - rampa ao pé da qual se arrima a embarcação para receber ou despejar gente nos embarcadouros) |
| Cais das Naus       | Parque das Nações | Naus utilizadas nos Descobrimentos portugueses |
| Cais do Olival      | Parque das Nações | |
| Cais do Sodré       | Misericórdia      | possivelmente António e Duarte Sodré Pereira Tibau, Vicente Sodré ou Frederico (Frederic) Sodré                                                                |
| Cais dos Argonautas | Parque das Nações | Argonautas (tripulantes da nau Argo) |
| Cais Português      | Parque das Nações | Cais da doca que abre entre o Passeio das Tágides e o Passeio de Neptuno                                                                                       |

## Calçadas (83)
Nota: rua ou caminho empedrado.
ver Lista de calçadas de Lisboa

## Calçadinhas (6)
Nota: rua ou caminho empedrado de pequena dimensão.
| Arruamento                  | Freguesia(s)                  | Homenageia              |
| --------------------------- | ----------------------------- | ----------------------- |
| Calçadinha da Figueira      | Santa Maria Maior             |                         |
| Calçadinha de Santo Estêvão | Santa Maria Maior             | Igreja de Santo Estêvão |
| Calçadinha de São Lourenço  | Santa Maria Maior             | Igreja de São Lourenço  |
| Calçadinha de São Miguel    | Santa Maria Maior             | Igreja de São Miguel    |
| Calçadinha do Tijolo        | Santa Maria Maior São Vicente | Fornos de tijolo        |
| Calçadinha dos Olivais      | Olivais                       |                         |

## Caminhos (17)
| Arruamento                                 | Freguesia(s)            | Homenageia                                              |
| ------------------------------------------ | ----------------------- | ------------------------------------------------------- |
| Caminho da Feiteira                        | Benfica                 |                                                         |
| Caminho da Rainha                          | Parque das Nações       | Estátua da Rainha D. Catarina de Bragança               |
| Caminho da Raposa                          | Belém                   |                                                         |
| Caminho das Andorinhas                     | Parque das Nações       |                                                         |
| Caminho das Cegonhas                       | Parque das Nações       |                                                         |
| Caminho das Gaivotas ao Parque das Nações  | Parque das Nações       |                                                         |
| Caminho de Baixo da Penha                  | Penha de França         |                                                         |
| Caminho de Palma de Cima                   | São Domingos de Benfica |                                                         |
| Caminho do Alto do Varejão                 | Penha de França         | possivelmente Sequeira Verejão, almirante de D. João IV |
| Caminho do Arboreto                        | Parque das Nações       |                                                         |
| Caminho dos Estorninhos                    | Parque das Nações       |                                                         |
| Caminho dos Flamingos                      | Parque das Nações       |                                                         |
| Caminho dos Melros                         | Parque das Nações       |                                                         |
| Caminho dos Pardais                        | Parque das Nações       |                                                         |
| Caminho dos Pinheiros ao Parque das Nações | Parque das Nações       |                                                         |
| Caminho dos Rouxinóis                      | Parque das Nações       |                                                         |
| Caminho Velho do Outeiro                   | Benfica                 |                                                         |

## Campos (6)
Nota: praça térrea ou campestre, na atualidade ou no passado.
| Arruamento                                           | Freguesia(s)           | Homenageia                                                                |
| ---------------------------------------------------- | ---------------------- | ------------------------------------------------------------------------- |
| Campo das Amoreiras                                  | Santa Clara            |                                                                           |
| Campo das Cebolas                                    | Santa Maria Maior      | Mercado de víveres transferido para este local, vindo do Terreiro do Paço |
| Campo de Santa Clara                                 | São Vicente            | Convento de Santa Clara                                                   |
| Campo dos Mártires da Pátria (ant. Campo de Santana) | Arroios                | Gomes Freire de Andrade e os seus 11 companheiros                         |
| Campo Grande                                         | Alvalade               |                                                                           |
| Campo Pequeno                                        | Areeiro Avenidas Novas |                                                                           |

## Campus (1)
Nota: área onde se concentram as instalações de uma universidade.
| Arruamento          | Freguesia(s) | Homenageia                            |
| ------------------- | ------------ | ------------------------------------- |
| Campus de Campolide | Campolide    | Campus da Universidade Nova de Lisboa |

## Caracol (1)
Nota: caminho em ziguezague.
| Arruamento       | Freguesia(s)                  | Homenageia |
| ---------------- | ----------------------------- | ---------- |
| Caracol da Graça | Santa Maria Maior São Vicente |            |

## Casal (1)
Nota: pequena povoação, na atualidade ou no passado.
| Arruamento       | Freguesia(s) | Homenageia |
| ---------------- | ------------ | ---------- |
| Casal de Colares | Estrela      |            |

## Circulares (2)
Nota: via que circunda uma zona urbana ou liga zonas periféricas.
Nota: a Segunda circular é constituída oficialmente pelas avenidas Eusébio da Silva Ferreira, General Norton de Matos e Marechal Craveiro Lopes.
| Arruamento                             | Freguesia(s) | Homenageia |
| -------------------------------------- | ------------ | ---------- |
| Circular Norte do Bairro da Encarnação | Olivais      |            |
| Circular Sul do Bairro da Encarnação   | Olivais      |            |

## Corredor (1)
Nota: passagem interior entre dois arruamentos ou rua de jardim.
| Arruamento           | Freguesia(s) | Homenageia |
| -------------------- | ------------ | ---------- |
| Corredor da Torrinha | Estrela      |            |

## Costa (1)
Nota: arruamento situado em área inclinada.
| Arruamento       | Freguesia(s)                  | Homenageia           |
| ---------------- | ----------------------------- | -------------------- |
| Costa do Castelo | Santa Maria Maior São Vicente | Castelo de São Jorge |

## Cruzes (2)
| Arruamento           | Freguesia(s)      | Homenageia               |
| -------------------- | ----------------- | ------------------------ |
| Cruz de Santa Helena | São Vicente       | Helena de Constantinopla |
| Cruzes da Sé         | Santa Maria Maior |                          |

## Cunhal (1)
Nota: ângulo saliente formado por duas paredes de um edifício; esquina.
| Arruamento       | Freguesia(s) | Homenageia |
| ---------------- | ------------ | ---------- |
| Cunhal das Bolas | Misericórdia |            |

## Encosta (1)
Nota: declive, vertente, ladeira.
| Arruamento         | Freguesia(s) | Homenageia        |
| ------------------ | ------------ | ----------------- |
| Encosta das Chagas | Misericórdia | Igreja das Chagas |

## Escadaria (1)
Nota: série de lanços de escadas separados por descansos.
| Arruamento                                           | Freguesia(s) | Homenageia                                                  |
| ---------------------------------------------------- | ------------ | ----------------------------------------------------------- |
| Escadaria José António Marques (Escadinhas da Rocha) | Estrela      | José António Marques (Fundador da Cruz Vermelha Portuguesa) |

## Escadas (1)
| Arruamento       | Freguesia(s)        | Homenageia                                         |
| ---------------- | ------------------- | -------------------------------------------------- |
| Escadas do Monte | Arroios São Vicente | Capela de Nossa Senhora do Monte Monte de São Gens |

## Escadinhas (34)
ver Lista de escadinhas de Lisboa

## Escolas (1)
| Arruamento     | Freguesia(s)                  | Homenageia                                                |
| -------------- | ----------------------------- | --------------------------------------------------------- |
| Escolas Gerais | Santa Maria Maior São Vicente | Estudos Gerais de Lisboa (actual Universidade de Coimbra) |

## Esplanada (1)
Nota: terreno plano, largo e descoberto, na frente de fortificações ou de um edifício.
| Arruamento                                 | Freguesia(s)      | Homenageia  |
| ------------------------------------------ | ----------------- | ----------- |
| Esplanada D. Carlos I ao Parque das Nações | Parque das Nações | D. Carlos I |

## Estacadas (2)
Nota: lugar cercado de estacas.
| Arruamento                                 | Freguesia(s)      | Homenageia |
| ------------------------------------------ | ----------------- | ---------- |
| Estacada das Gaivotas ao Parque das Nações | Parque das Nações |            |
| Estacada do Arboreto                       | Parque das Nações |            |

## Estradas (38)
Nota: caminho que liga uma determinada localidade a outra.
ver Lista de estradas de Lisboa

## Jardins (38)
| Arruamento                                 | Freguesia(s)            | Homenageia |
| ------------------------------------------ | ----------------------- | --- |
| Jardim Adão Barata                         | Carnide                 | Adão Barata (Presidente da Junta de Freguesia de Carnide (CDU), 1993-1997; Presidente da Câmara Municipal de Loures (CDU), 1999-2002) |
| Jardim Alfredo Keil                        | Santo António           | Alfredo Keil |
| Jardim Alice Cruz                          | São Domingos de Benfica | Alice Cruz |
| Jardim Amália Rodrigues                    | Avenidas Novas          | Amália Rodrigues |
| Jardim Amélia Carvalheira                  | Avenidas Novas          | Amélia Carvalheira |
| Jardim Amnistia Internacional              | Campolide               | Amnistia Internacional |
| Jardim Antonio Tabucchi                    | Misericórdia            | Antonio Tabucchi |
| Jardim António Viana Barreto               | Belém                   | António Viana Barreto |
| Jardim Augusto Monjardino                  | Avenidas Novas          | Augusto de Almeida Monjardino |
| Jardim Bento Martins                       | Carnide                 | Bento Martins Dinamizador Teatral (1932-1993)                                                                                         |
| Jardim dos Jacarandás                      | Parque das Nações       | Jacarandá-mimoso (árvore muito presente em Lisboa)                                                                                    |
| Jardim Ducla Soares                        | Belém                   | Armando José Ducla Soares Médico (1912-1985)                                                                                          |
| Jardim Eduardo Prado Coelho                | Olivais                 | Eduardo Prado Coelho |
| Jardim Eduardo Teixeira Coelho             | Alvalade                | Eduardo Teixeira Coelho |
| Jardim Elisa Baptista de Sousa Pedroso     | Estrela                 | Elisa Baptista de Sousa Pedroso Pianista (1881-1958)                                                                                  |
| Jardim Fernanda de Castro                  | Belém                   | Fernanda de Castro |
| Jardim Fernando Pessa                      | Areeiro                 | Fernando Pessa |
| Jardim Ferreira de Mira                    | Benfica                 | Matias Boleto Ferreira de Mira |
| Jardim Garcia de Orta ao Parque das Nações | Parque das Nações       | Garcia de Orta |
| Jardim Igrejas Caeiro                      | Areeiro                 | Igrejas Caeiro |
| Jardim Irmã Lúcia                          | Areeiro                 | Lúcia dos Santos (Irmã Lúcia) |
| Jardim Jorge Luis Borges                   | Avenidas Novas          | Jorge Luis Borges |
| Jardim José Medeiros Ferreira              | Campolide               | José Medeiros Ferreira |
| Jardim Luís Ferreira                       | Penha de França         | Luís Ferreira (ex-Presidente da Junta de Freguesia da Penha de França)                                                                |
| Jardim Manuel Azevedo Coutinho             | Alvalade                | Manuel Azevedo Coutinho Arquiteto Paisagista (1921-1992)                                                                              |
| Jardim Maria da Luz Ponces de Carvalho     | Santa Clara             | Maria da Luz Ponces de Carvalho Educadora/Jardins-Escolas João de Deus (1918-1999)                                                    |
| Jardim Maria de Lourdes Sá Teixeira        | Olivais                 | Maria de Lourdes Braga de Sá Teixeira                                                                                                 |
| Jardim Maria José Moura                    | Avenidas Novas          | Maria José Moura |
| Jardim Mário Ruivo                         | Parque das Nações       | Mário Ruivo |
| Jardim Mário Soares                        | Alvalade                | Mário Soares |
| Jardim 9 de Abril                          | Estrela                 | 9 de abril de 1918 (Batalha de La Lys, Primeira Guerra Mundial)                                                                       |
| Jardim Prof. António de Sousa Franco       | Lumiar                  | António de Sousa Franco |
| Jardim Prof. Francisco Caldeira Cabral     | Lumiar                  | Francisco Caldeira Cabral |
| Jardim Pulido Garcia                       | Belém                   | José Pulido Garcia (Chefe da Repartição de Arborização e Jardinagem da CML)                                                           |
| Jardim Ruy Jervis d'Athouguia              | Alvalade                | Rui Jervis Atouguia |
| Jardim Tristão da Silva                    | Areeiro                 | Tristão da Silva |
| Jardim Zé Pedro                            | Olivais                 | Zé Pedro |
| Jardins Ribeirinhos                        | Parque das Nações       | |

## Largos (228)
Nota: área urbana espaçosa na confluência de várias ruas.
ver Lista de largos de Lisboa

## Miradouros (2)
Nota: ponto elevado, do qual se tem vista panorâmica sobre um vasto horizonte.
| Arruamento                                 | Freguesia(s) | Homenageia                       |
| ------------------------------------------ | ------------ | -------------------------------- |
| Miradouro de São João de Brito             | Alvalade     | São João de Brito (bairro)       |
| Miradouro Sophia de Mello Breyner Andresen | São Vicente  | Sophia de Mello Breyner Andresen |

## Outeirinho (1)
Nota: pequena colina.
| Arruamento            | Freguesia(s) | Homenageia |
| --------------------- | ------------ | ---------- |
| Outeirinho do Mirante | São Vicente  |            |

## Paço (1)
Nota: local de residência de um monarca ou nobre; o m. q. palácio.
| Arruamento     | Freguesia(s) | Homenageia                                 |
| -------------- | ------------ | ------------------------------------------ |
| Paço da Rainha | Arroios      | Palácio da Bemposta (Catarina de Bragança) |

## Paradas (2)
Nota: local onde é ou era comum a realização de paradas militares.
| Arruamento                    | Freguesia(s)    | Homenageia                                                             |
| ----------------------------- | --------------- | ---------------------------------------------------------------------- |
| Parada do Alto de São João    | Penha de França | São João Baptista                                                      |
| Parada General Afonso Botelho | Ajuda           | Afonso Talaya Lapa de Sousa Botelho Comadante-Geral da GNR (1887-1968) |

## Parques (6)
| Arruamento                       | Freguesia(s)      | Homenageia                                            |
| -------------------------------- | ----------------- | ----------------------------------------------------- |
| Parque do Vale do Silêncio       | Olivais           |                                                       |
| Parque Edgar Sampaio Fontes      | Olivais           | Edgar Sampaio Fontes Arquiteto Paisagista (1922-2000) |
| Parque Eduardo VII de Inglaterra | Avenidas Novas    | Eduardo VII do Reino Unido                            |
| Parque Gonçalo Ribeiro Telles    | Campolide         | Gonçalo Ribeiro Telles                                |
| Parque Papa Francisco            | Parque das Nações | Papa Francisco                                        |
| Parque Silva Porto               | Benfica           | António da Silva Porto                                |

## Passeios (35)
Nota: caminho usualmente pedonal e destinado ao lazer.
| Arruamento                              | Freguesia(s)      | Homenageia               |
| --------------------------------------- | ----------------- | ------------------------ |
| Passeio Artur Agostinho                 | Lumiar            | Artur Agostinho          |
| Passeio Carlos do Carmo                 | Belém             | Carlos do Carmo          |
| Passeio da Ilha dos Amores              | Parque das Nações | Ilha dos Amores          |
| Passeio da Nau Catrineta                | Parque das Nações | Nau Catrineta            |
| Passeio da Vila Expo                    | Parque das Nações |                          |
| Passeio das Âncoras                     | Parque das Nações |                          |
| Passeio das Fragatas                    | Parque das Nações |                          |
| Passeio das Garças                      | Parque das Nações |                          |
| Passeio das Gáveas ao Parque das Nações | Parque das Nações |                          |
| Passeio das Musas                       | Parque das Nações | Musas                    |
| Passeio das Tágides                     | Parque das Nações | Tágides                  |
| Passeio de Neptuno                      | Parque das Nações | Neptuno                  |
| Passeio de Ulisses                      | Parque das Nações | Odisseu/Ulisses          |
| Passeio do Adamastor                    | Parque das Nações | Adamastor                |
| Passeio do Amazonas                     | Parque das Nações | Rio Amazonas             |
| Passeio do Báltico                      | Parque das Nações | Mar Báltico              |
| Passeio do Campo da Bola                | Parque das Nações |                          |
| Passeio do Cantábrico                   | Parque das Nações | Mar Cantábrico           |
| Passeio do Levante                      | Parque das Nações |                          |
| Passeio do Parque                       | Parque das Nações |                          |
| Passeio do Ródano                       | Parque das Nações |                          |
| Passeio do Sapal                        | Parque das Nações |                          |
| Passeio do Tejo                         | Parque das Nações | Rio Tejo                 |
| Passeio do Trancão                      | Parque das Nações | Rio Trancão              |
| Passeio dos Argonautas                  | Parque das Nações | Argonautas               |
| Passeio dos Aventureiros                | Parque das Nações |                          |
| Passeio dos Cruzados                    | Parque das Nações | Cruzados                 |
| Passeio dos Fenícios                    | Parque das Nações | Fenícios                 |
| Passeio dos Heróis do Mar               | Parque das Nações |                          |
| Passeio dos Jacarandás                  | Parque das Nações |                          |
| Passeio dos Mastros                     | Parque das Nações |                          |
| Passeio dos Navegadores                 | Parque das Nações |                          |
| Passeio Eunice Muñoz                    | Marvila           | Eunice Muñoz             |
| Passeio João Jayme Faria Affonso        | Belém             | João Jayme Faria Affonso |
| Passeio Júlio Verne                     | Parque das Nações | Júlio Verne              |

## Pátios (19)
Nota: recinto descoberto no interior de um edifício; terreno murado anexo a um edifício.
| Arruamento                              | Freguesia(s)      | Homenageia                                 |
| --------------------------------------- | ----------------- | ------------------------------------------ |
| Pátio Afonso de Albuquerque             | Santa Maria Maior | Afonso de Albuquerque                      |
| Pátio da Cruz                           | Santa Maria Maior | Cruz cristã                                |
| Pátio da Galega                         | Misericórdia      |                                            |
| Pátio das Canas                         | Santa Maria Maior |                                            |
| Pátio das Fragatas                      | Parque das Nações |                                            |
| Pátio das Galeotas ao Parque das Nações | Parque das Nações |                                            |
| Pátio das Pirogas                       | Parque das Nações |                                            |
| Pátio de Dom Fradique                   | Santa Maria Maior | D. Fradique Manuel, fidalgo de D. Manuel I |
| Pátio do Carrasco                       | Santa Maria Maior |                                            |
| Pátio do Peneireiro                     | Santa Maria Maior |                                            |
| Pátio do Pimenta                        | Misericórdia      |                                            |
| Pátio do Pinzaleiro                     | Estrela           |                                            |
| Pátio do Rabaça                         | Alcântara         |                                            |
| Pátio do Seabra                         | Ajuda             |                                            |
| Pátio do Sequeiro                       | Arroios           |                                            |
| Pátio do Sextante                       | Parque das Nações | Sextante                                   |
| Pátio do Tijolo                         | Misericórdia      |                                            |
| Pátio do Tronco                         | Santo António     |                                            |
| Pátio dos Escaleres                     | Parque das Nações | Escaler                                    |

## Percurso (1)
Nota: caminho pedonal no interior de espaço verde.
| Arruamento                         | Freguesia(s) | Homenageia                                                 |
| ---------------------------------- | ------------ | ---------------------------------------------------------- |
| Percurso Manuel de Sousa da Câmara | Olivais      | Manuel de Sousa da Câmara Arquiteto Paisagista (1929-1992) |

## Poço (1)
| Arruamento       | Freguesia(s)      | Homenageia |
| ---------------- | ----------------- | ---------- |
| Poço do Borratém | Santa Maria Maior |            |

## Portas (2)
Nota: local de entrada na cidade.
| Arruamento    | Freguesia(s)      | Homenageia       |
| ------------- | ----------------- | ---------------- |
| Porta do Mar  | Parque das Nações | Mar dos Sargaços |
| Porta do Tejo | Parque das Nações | Rio Tejo         |

## Praças (113)
Nota: lugar largo e espaçoso, normalmente rodeado de edifícios.
ver Lista de praças de Lisboa

## Pracetas (14)
Nota: pequena praça ou largo.
| Arruamento                             | Freguesia(s)      | Homenageia                                                                   |
| -------------------------------------- | ----------------- | ---------------------------------------------------------------------------- |
| Praceta Adolfo Ayala                   | Parque das Nações | Adolfo Ayala                                                                 |
| Praceta Cuf                            | Alcântara         | CUF (Companhia União Fabril)                                                 |
| Praceta da Quinta de São João Baptista | Santa Clara       | Quinta de São João Baptista                                                  |
| Praceta da Quinta do Guarda-Mor        | Lumiar            |                                                                              |
| Praceta da Rua Duque de Palmela        | Santo António     | Rua Duque de Palmela                                                         |
| Praceta das Torres do Restelo          | Belém             |                                                                              |
| Praceta do Alto do Varejão             | Penha de França   | possivelmente Sequeira Verejão, almirante de D. João IV                      |
| Praceta do Chinquilho                  | Alcântara         | Grupo Sport Chinquilho Junqueirense e Giestal                                |
| Praceta Fernando Valle                 | Santa Clara       | Fernando Valle                                                               |
| Praceta Maestro Ivo Cruz               | Benfica           | Manuel Ivo Cruz (pai)                                                        |
| Praceta Prof. António José Saraiva     | Lumiar            | António José Saraiva                                                         |
| Praceta Professor Gonçalves Ferreira   | Lumiar            | Francisco António Gonçalves Ferreira (Presidente do Instituto Ricardo Jorge) |
| Praceta Professor José Conde           | Lumiar            | José Conde                                                                   |
| Praceta Teófilo Ferreira               | Alcântara         | Teófilo Ferreira                                                             |

## Rampas (2)
Nota: ladeira ou caminho inclinado.
| Arruamento             | Freguesia(s) | Homenageia                     |
| ---------------------- | ------------ | ------------------------------ |
| Rampa das Necessidades | Estrela      | Nossa Senhora das Necessidades |
| Rampa do Mercado       | Santa Clara  |                                |

## Regueirão (1)
Nota: caminho por onde passariam também eventuais cursos de água.
| Arruamento          | Freguesia(s) | Homenageia |
| ------------------- | ------------ | ---------- |
| Regueirão dos Anjos | Arroios      |            |

## Rocha (1)
Nota: pequeno penedo.
| Arruamento               | Freguesia(s) | Homenageia      |
| ------------------------ | ------------ | --------------- |
| Rocha do Conde de Óbidos | Estrela      | Conde de Óbidos |

## Rossios (3)
Nota: lugar espaçoso, fruído em comum pela população.
Nota: para o Rossio de Lisboa, ver Praça de D. Pedro IV
| Arruamento         | Freguesia(s)            | Homenageia         |
| ------------------ | ----------------------- | ------------------ |
| Rossio de Palma    | São Domingos de Benfica | Palma              |
| Rossio do Levante  | Parque das Nações       |                    |
| Rossio dos Olivais | Parque das Nações       | Bairro dos Olivais |

## Rotundas (16)
Nota: praça ou largo, de forma circular, onde desembocam várias ruas e o trânsito se processa em sentido giratório.
Nota: para a Rotunda do Relógio, ver Praça do Aeroporto
| Arruamento                            | Freguesia(s)                  | Homenageia                                                    |
| ------------------------------------- | ----------------------------- | ------------------------------------------------------------- |
| Rotunda Almirante Pinheiro de Azevedo | Santa Clara                   | José Pinheiro de Azevedo                                      |
| Rotunda António Dias Lourenço         | Lumiar                        | António Dias Lourenço                                         |
| Rotunda Coronel Vítor Alves           | Lumiar                        | Vítor Alves                                                   |
| Rotunda da Expo 98                    | Parque das Nações             | Exposição Mundial de 1998                                     |
| Rotunda das Olaias                    | Areeiro Beato Penha de França |                                                               |
| Rotunda das Oliveiras                 | Parque das Nações             |                                                               |
| Rotunda de Pina Manique               | Benfica                       | Diogo Inácio de Pina Manique                                  |
| Rotunda do Parque                     | Parque das Nações             |                                                               |
| Rotunda dos Vice-reis                 | Parque das Nações             | Vice-reis da Índia                                            |
| Rotunda Manuel Tainha                 | Ajuda                         | Manuel Tainha                                                 |
| Rotunda Matilde Bensaúde              | Olivais                       | Matilde Bensaúde                                              |
| Rotunda Nelson Mandela                | Lumiar                        | Nelson Mandela                                                |
| Rotunda Pupilos do Exército           | São Domingos de Benfica       | Pupilos do Exército                                           |
| Rotunda República Argentina           | Parque das Nações             | Argentina                                                     |
| Rotunda República da Colômbia         | Parque das Nações             | Colômbia                                                      |
| Rotunda Visconde de Alvalade          | Lumiar                        | Alfredo Augusto das Neves Holtreman, 1.º Visconde de Alvalade |

## Ruas (2252)
ver Lista de ruas de Lisboa

## Sítios (2)
Nota: terreno ou pequena localidade, usualmente rural.
| Arruamento      | Freguesia(s)            | Homenageia |
| --------------- | ----------------------- | ---------- |
| Sítio do Barcal | São Domingos de Benfica |            |
| Sítio do Calhau | São Domingos de Benfica |            |

## Telheiro (1)
Nota: caminho coberto por telhas ou outros materiais.
| Arruamento              | Freguesia(s) | Homenageia              |
| ----------------------- | ------------ | ----------------------- |
| Telheiro de São Vicente | São Vicente  | São Vicente de Saragoça |

## Terreiros (2)
Nota: espaço de terra, praça ou largo amplo e plano.
Nota: para o Terreiro do Paço, ver Praça do Comércio
| Arruamento          | Freguesia(s)      | Homenageia |
| ------------------- | ----------------- | ---------- |
| Terreiro das Ondas  | Parque das Nações |            |
| Terreiro dos Corvos | Parque das Nações |            |

## Travessas (363)
Nota: rua estreita, secundária e transversal a duas outras artérias principais.
ver Lista de travessas de Lisboa

## Outros (1)
| Arruamento  | Freguesia(s) | Homenageia |
| ----------- | ------------ | ---------- |
| Triste Feia | Estrela      |            |